# Posidonia australis
Posidonia australis är en enhjärtbladig växtart som beskrevs av Joseph Dalton Hooker. Posidonia australis ingår i släktet Posidonia och familjen Posidoniaceae. IUCN kategoriserar arten globalt som nära hotad. Inga underarter finns listade.